# Porta di Damasco
La Porta di Damasco (in arabo باب العامود‎?, Bab al-ʿAmud, in ebraico שער שכם‎?, Sha'ar Sh'khem) è una delle entrate principali alla Città Vecchia di Gerusalemme. Si trova nella parte nord-ovest delle mura presso la strada che conduce a Nablus e da lì, in passato, alla capitale della Siria, Damasco. In ebraico si chiama Sha'ar Shkhem (in ebraico שער שכם‎?) che significa Porta di Shechem, o Porta di Nablus. In arabo è Bab al-Nasr (in arabo باب النصر‎?) "porta della vittoria" e Bab al-Amud (in arabo باب العامود‎?) "porta della colonna".

## Storia

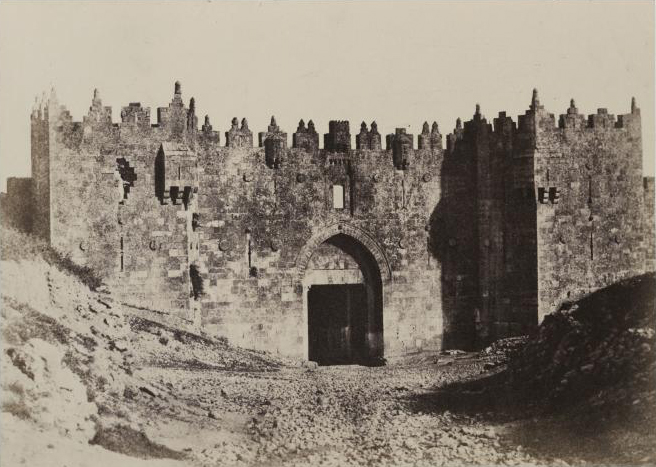
La Porta di Damasco nel 1856

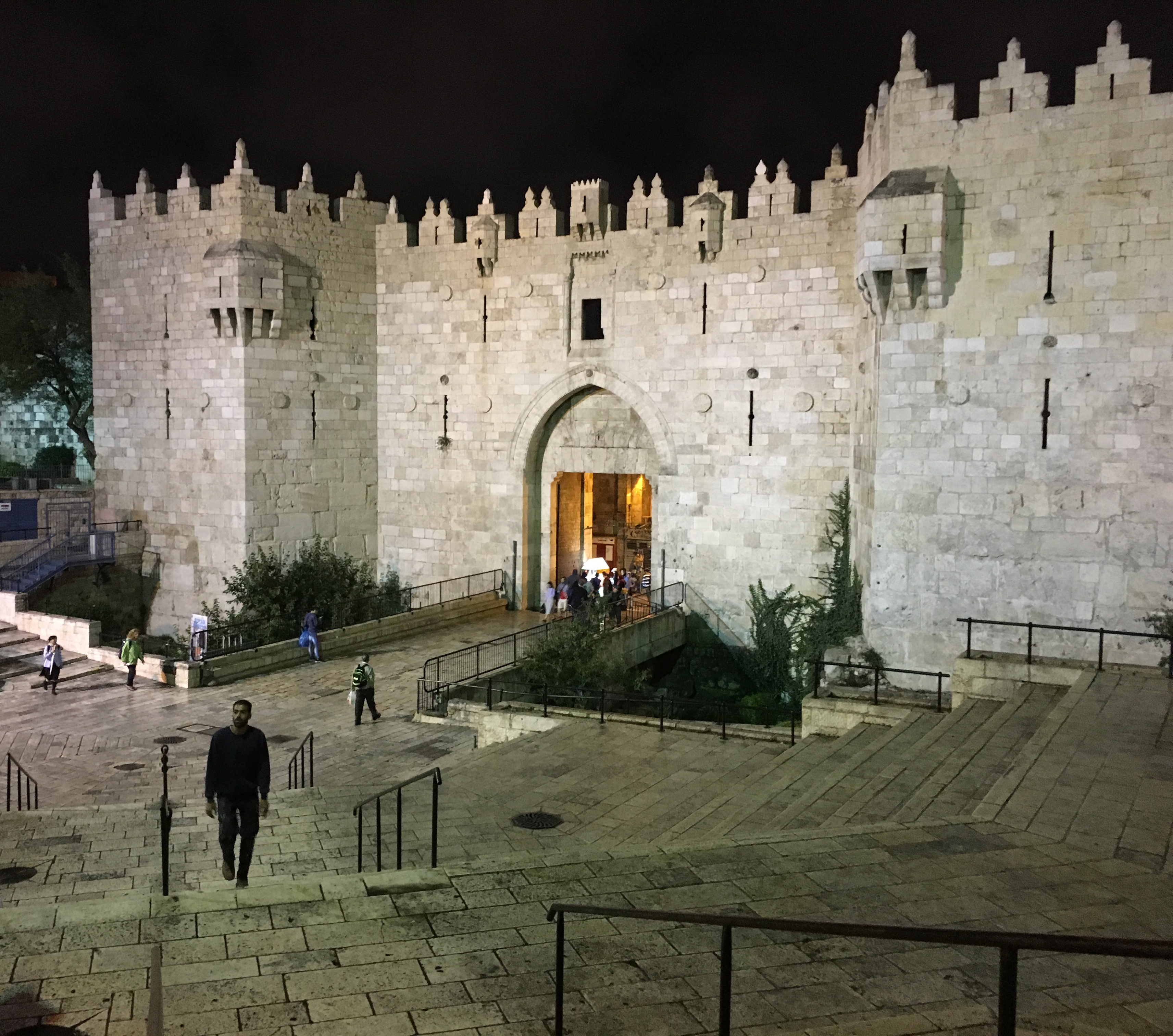
La Porta di Damasco di notte

L'aspetto attuale della porta risale al 1537, realizzato sotto il governo di Solimano il Magnifico, sultano dell'Impero ottomano. Sotto la facciata attuale resistono i resti della precedente porta che risale almeno al II secolo al tempo dell'imperatore romano Adriano. Di fronte alla porta si trovava una colonna romana con sopra l'immagine dell'imperatore Adriano, come raffigurato nella Mappa di Terrasanta nella Chiesa di San Giorgio a Madaba in Giordania risalente al VI secolo. Questo dettaglio viene preservato nel nome arabo Bab el-Amud, che significa "porta della colonna". Nell'architrave, risalente anch'essa al II secolo, è inscritto il nome romano della città, Aelia Capitolina. Adriano espanse notevolmente la porta che servì come entrata principale durante il regno di Agrippa I.
Una delle otto porte ricostruite nel X secolo, la Porta di Damasco è l'unica ad aver mantenuto il proprio nome. I crociati la chiamarono Porta di Santo Stefano (in latino Porta Sancti Stephani), evidenziando la sua vicinanza al sito dove avvenne il martirio di Santo Stefano, contrassegnato fin dai tempi di Elia Eudocia da una chiesa ed un monastero.

## Architettura
La porta si trova al limitare del quartiere arabo, vicino al suo mercato. È fiancheggiata da due torri, entrambe provviste di caditoie. Fino al 1967, una torre merlata era presente sopra la porta, ma fu danneggiata durante i combattimenti della Guerra dei sei giorni. Nell'agosto 2011, Israele restaurò la torre, con l'aiuto di alcune fotografie dell'inizio del XX secolo quando Gerusalemme era sotto il controllo britannico. Undici ancoraggi agganciano la torre al muro, e quattro lastre di pietra costituiscono la merlatura.
Appena sotto l'attuale, si trovano i resti di una porta più antica, che si stima risalire al I secolo o al II secolo.
Presso la porta di Damasco è presente una scalinata che permette di scendere dal camminamento posto sopra le mura che inizia alla Porta di Giaffa.

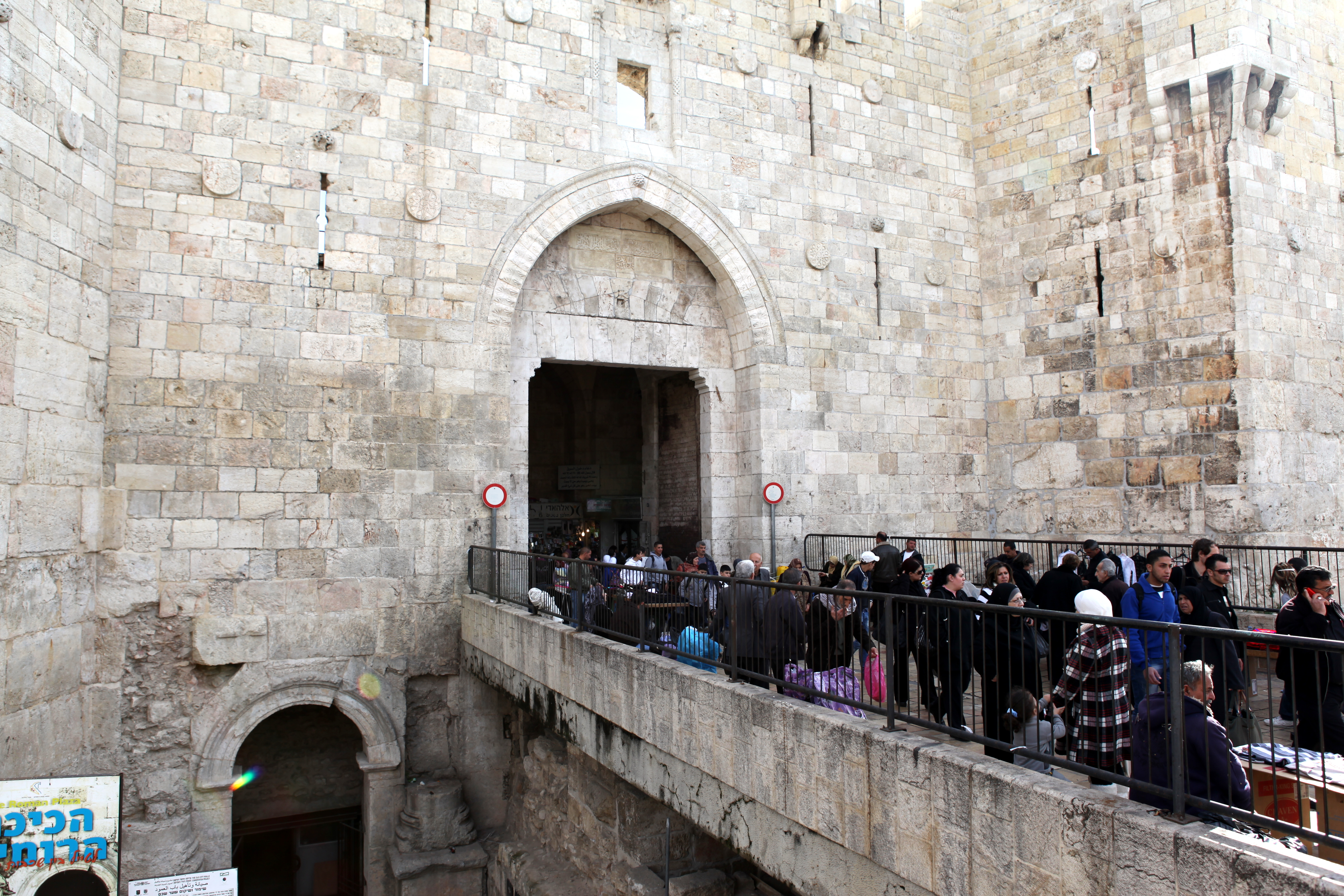
I resti dell'antica porta romana visibili sotto la porta attuale

## Sicurezza
Nel corso degli anni numerosi incidenti e scontri sono avvenuti nei pressi della porta di Damasco tra israeliani e palestinesi. Ciò è dovuto al fatto che la porta, oltre ad essere la più importante ed affollata della città, si trova in una posizione particolare. È l'entrata più vicina al mercato arabo ed un facile accesso per la Moschea al-Aqsa. È inoltre utilizzata dagli ebrei ortodossi per raggiungere il Muro Occidentale. Per queste ragioni le forze dell'ordine sono spesso presenti nella zona, soprattutto durante le festività ebraiche.